# Joseph Ossanna
Pour les articles homonymes, voir Hosanna (homonymie).
Joseph Ossanna (né le 10 décembre 1928 à Detroit, mort le 28 novembre 1977) est l'un des concepteurs du système d'exploitation Multics. Il conçoit plusieurs ports du programme runoff mais est surtout connu pour avoir écrit, pour Unix, les trois programmes :
- roff ;
- nroff ;
- troff.

## Biographie sommaire
Ossanna a obtenu son diplôme d'ingénieur à l'Université de Wayne State en 1952.
Recruté par les laboratoires Bell, il se consacra à la conception d'amplificateurs à faible bruit et à contre-réaction, à la prédiction des angles de vue des satellites, à l’atténuation des signaux radio et au traitement statistique des données. Il participa à l'organisation du centre de calcul de Murray Hill et à la programmation du système d'exploitation Multics.
Une fois acquis les principes de programmation du PDP-7, Ken Thompson, Dennis Ritchie, Joe Ossanna et Rudd Canaday commencèrent fin 1969 à développer Unics (renommé Unix peu après), un système d'exploitation moins tentaculaire que l’ambitieux Multics. La création du système de gestion de fichiers, la programmation d'un petit nombre d'utilitaires et d'un assembleur suffirent à donner à Unix ses traits caractéristiques,.
Les laboratoires Bell avaient acheté une photocomposeuse programmable pour que les chercheurs puissent effectuer des tirages de qualité professionnelle de leurs articles et brevets. Ossanna programma une version de nroff avec un pilote pour cette imprimante de luxe : l'équipe l'appela troff, pour typesetter 'roff' : c'est ainsi qu'en 1973 il réalisa la première version de troff pour Unix entièrement écrite dans le langage assembleur du PDP-11. Toutefois, deux ans plus tard, il put en ré-écrire le code en langage C. Il avait prévu de reprendre le programme pour améliorer sa fiabilité mais il mourut à l'âge de 48 ans d'un infarctus, à l'hôpital de Monterey en novembre 1977. C'est Brian Kernighan, l’un des créateurs de awk, qui prit ensuite le relais de la conception de nroff et troff, mais Ossanna leur avait donné une impulsion fondamentale, auquel le programme groff doit encore l'essentiel.